# Rodskud
Rodskud kaldes de skud, som vokser frem fra højtliggende rødder. På den måde kan der dannes nye planter, når disse ungskud vokser til og danner deres eget bladsystem. De nye planter er kun tilsyneladende selvstændige individer, for de har samtlige deres arveanlæg fælles med moderplanten. På den måde kan rodskud opbygge en fladedækkende klon. Det er særligt under ugunstige forhold (stærk skygge, skadedyrsangreb, mekanisk beskadigelse osv., at planter kan drives til denne form for vegetativ formering.
Det samme fænomen ses i øvrigt endnu oftere hos de flerårige urter, stauderne. Velkendte eksempler er Almindelig Kvik, Almindelig Tagrør, Canadisk Gyldenris, Dusk-Fredløs, Hvid Anemone, Krybende Læbeløs og Liljekonval.

## Anvendelse
Hos sjældne og økologisk værdifulde træarter som Storfrugtet Røn, Tarmvrid-Røn og Almindelig Pære bidrager rodskud til, at arterne kan opretholdes på et levested, for flere af dem har frugtsætning med ringe spireevne. Desværre dannes rodskuddene ofte inde under moderplantens krone, sådan at skuddene må leve en kummerlig tilværelse, indtil modertræer en dag falder. I de små krat og lunde på overdrevene kunne denne formering derimod være meget succesrig, selv om vildt og kreaturer gjorde deres til at holde skuddene nede.
Visse træ- og buskarter med kraftig rodskuddannelse som Almindelig Robinie, Bævre-Asp, Fugle-Kirsebær, Havtorn og Slåen kan bruges til sikring af bratte skråninger og til kompakte hæksystemer eller læhegn, der kan fornys ved simpel nedskæring til jorden.

## Rodskud-rekorder
En gruppe med 47.000 Amerikansk Asp (Populus tremuloides), der kaldes "Pando", som står i Wasatch Mountains, Utah, USA, betragtes ofte som verden største organisme, regnet i vægt, og den dækker ca. 43 ha. Den eneste kendte plante af arten Lomatia tasmanica fra Tasmanien er en klonkoloni, der anses for at være 43.600 år gammel.